# No. 6
No. 6 ist eine Romanreihe von Atsuko Asano, deren neun Bände von 2003 bis 2011 in Japan erschienen. Auf Grundlage der Romane entstand 2011 eine Manga- und eine Animeserie. Das Werk ist in die Genres Science-Fiction, Dystopie und Boys Love einzuordnen.

## Inhalt
Nach einem Atomkrieg gibt es nur noch wenige bewohnbare Gebiete auf der Welt, in einem von ihnen liegt die Stadt No. 6. In ihr leben die Menschen, geführt von einer technokratischen Regierung, in einer streng hierarchischen Gesellschaft, sicher und in relativem Wohlstand, jedoch unter ständiger Überwachung durch die Behörden. Der Junge Shion (紫苑) wurde als Zweijähriger bei einem Intelligenztest für die zukünftige Elite ausgewählt und lebt seitdem mit seiner alleinerziehenden Mutter Karan (火藍) in einem luxuriösen Wohnbezirk, welcher den besonders privilegierten Bürgern vorbehalten ist. An seinem zwölften Geburtstag versteckt er den gleichaltrigen Nezumi (ネズミ), einen angeblichen Schwerverbrecher, vor den Behörden und verhilft ihm so zur Flucht aus No. 6. Seitdem wird er von der Regierung als illoyal eingestuft. Shion und seine Mutter verlieren ihre Privilegien und leben fortan unter einfachsten Bedingungen im Arbeiterbezirk der Stadt.
Vier Jahre danach arbeitet Shion als Parkwächter in einem Erholungsgebiet, wo er eines Tages bei Reinigungsarbeiten die Leiche eines Mannes findet und misstrauisch wird. Kurz darauf stirbt auch Shions Vorgesetzter auf mysteriöse Weise vor seinen Augen. Shion wird festgenommen, er soll beide Morde begangen haben. Doch da tritt Nezumi wieder auf, der ihn in den vergangenen Jahren heimlich im Auge behalten hat. Er hilft nun Shion aus No. 6 zu fliehen. Vor den Mauern der Stadt liegen Elendsviertel, deren Existenz den Bewohnern innerhalb verschwiegen wird. Shion kommt bei Nezumi unter, der seit seiner Flucht vor vier Jahren dort lebt, und lernt im Verlauf der Handlung mehr über die geheimnisvollen Todesfälle und die Schattenseiten von No. 6.

## Romanveröffentlichungen
Die neun Bände der Reihe erschienen in Japan beim Verlag Kōdansha, der erste am 10. Oktober 2003 und der letzte am 14. Juni 2011. Am 22. November 2012 folgte ein Zusatzband mit dem Titel No.6 beyond, der das Leben der Protagonisten nach Ende der Geschichte weitererzählt.

## Adaptionen

### Manga
Eine von Hinoki Kino gezeichnete Manga-Adaption der Romane erschien von 28. Januar 2011 bis Dezember 2013 im Magazin Aria. Der Verlag Kodansha brachte die Kapitel auch gesammelt in neun Bänden heraus und veröffentlichte auch eine englische Übersetzung. Zwischen Oktober 2014 und Februar 2016 veröffentlichte Egmont Manga die Serie vollständig in deutscher Sprache. Von Oktober 2021 bis März 2022 erschien ebenfalls bei Egmont Manga eine drei Bände umfassende Luxury Edition. Eine spanische Übersetzung erschien bei Editorial Ivréa, eine polnische bei Studio JG und eine portugiesische bei Newpop in Brasilien.

### Anime
Das Studio Bones produzierte 2011 eine Anime-Adaption der Romanreihe mit elf Folgen. Regie führte Kenji Nagasaki und das Konzept entwarf Seishi Minakami, der zusammen mit Hiroshi Ōnogi und Michiko Itō auch die Drehbücher schrieb. Dabei wurde die Geschichte kürzer gefasst als in der Vorlage und der Manga-Fassung und etwas verändert. Das Charakterdesign entwarf Satoshi Ishino basierend auf den Entwürfen von toi8 und die künstlerische Leitung lag bei Ayu Kawamoto.
Die Erstausstrahlung der Serie fand vom 8. Juli bis 16. September 2011 nach Mitternacht (und damit am vorigen Fernsehtag) bei Fuji TV im noitaminA-Programmfenster statt. Mit einigen Tagen bis einem Monat Versatz erfolgte auch die Ausstrahlung bei Kansai TV, Tokai TV, Sakuranbo TV und BS Fuji statt. Eine englisch untertitelte oder synchronisierte Version war auf den Plattformen Crunchyroll, iTunes Store und The Anime Network zu sehen. Eine englisch synchronisierte Fassung erschien auch auf DVD und BluRAy bei Sentai Filmworks.

#### Synchronisation
| Rolle  | japanischer Sprecher (Seiyū) |
| ------ | ---------------------------- |
| Shion  | Yūki Kaji                    |
| Nezumi | Yoshimasa Hosoya             |
| Safu   | Kiyono Yasuno                |
| Karan  | Rei Sakuma                   |

#### Musik
Die Musik der Serie komponierte Keiichi Suzuki. Für den Vorspann verwendete man das Lied Spell von Lama, der Abspann wurde mit Rokutōsei no Yoru (六等星の夜) von Aimer unterlegt. Innerhalb der Folgen fanden folgende Lieder Verwendung:
- Buna no Mori de (ブナの森で) in Folge 9 von Nezumi/Yoshimasa Hosoya
- Kaze no Requiem (風のレクイエム) von Elyurias/Mao Daichi
- Kaze no Requiem (風のレクイエム) von Nezumi/Yoshimasa Hosoya
- Kaze no Requiem (風のレクイエム) in Folge 11 von Safu/Kiyono Yasuno

## Rezeption
In Nordamerika stand die Serie mehrfach auf der Manga-Bestsellerliste der New York Times, so auf Platz 4 im Juni 2014 und auf Platz 7 im September 2014. Der Manga bietet einen spannenden, gleichsam unterhaltsamen und gesellschaftskritischen Plot, so die deutsche Zeitschrift AnimaniA, der dicht und temporeich in fabelhaften Zeichnungen erzählt sei. Insbesondere die beiden Protagonisten, aber auch die Nebenfiguren würden sorgfältig charakterisiert und die Handlung biete neben Action auch etwas Bodyhorror und Boys Love – letzteres jedoch so zurückgenommen, dass „selbst Genre-Hasser“ sich nicht von No. 6 abhalten lassen sollten. Auch die Anime-Umsetzung sei in Japan erfolgreich gewesen, die die Geschichte anders, aber „mit eindrücklicher Charakterarbeit und der nachdenklichen, düsteren Atmosphäre“ umsetzte.